# Glauconycteris curryae
Glauconycteris curryae es una especie de murciélago de la familia Vespertilionidae.

## Distribución geográfica
Se encuentra en Camerún y República Democrática del Congo.